# Sakuramachi
Sakuramachi (桜町天皇, Sakuramachi-tennō), född 1720, död 1750, var regerande kejsare av Japan mellan 1735 och 1746. 